# آنا ناکاگاوا
آنا ناکاگاوا (انگلیسی: Anna Nakagawa؛ ۳۰ اوت ۱۹۶۵ – ۱۷ اکتبر ۲۰۱۴ (۴۹ سال)) یک هنرپیشه اهل ژاپن بود. 